# Pseudotothyris obtusa
Pseudotothyris obtusa är en fiskart som först beskrevs av Miranda Ribeiro, 1911.  Pseudotothyris obtusa ingår i släktet Pseudotothyris och familjen Loricariidae. Inga underarter finns listade i Catalogue of Life.